# JAPRISON
『JAPRISON』（ジャプリズン）は、2018年12月12日にavex traxから発売されたSKY-HIの4枚目のオリジナルアルバム。

## 概要
オリジナルアルバムとしては前作『OLIVE』から約2年ぶりとなるアルバムである。CDのみの通常盤、CDとBlu-ray又はDVDが付いたLIVE盤、CDとBlu-ray又はDVDが付いたMusic Video盤の5形態で発売。通常盤にはスマプラミュージック、Music Video盤とLive盤にはスマプラミュージックとムービーが付属し、全形態の初回盤にはジャケットサイズのステッカーが封入された。また、mu-moショップ、AAAのファンクラブであるAAA Party、AAA mobileでは初回限定盤として2018年8月7日から8月20日まで無料配信され、8月21日に配信されたミックステープ『FREE TOKYO』にボーナス・トラックを追加収録しCD化したセルフオマージュアルバム『FEE TOKYO』 のCDを同梱した三方背ケース仕様のものが販売された。
アルバムタイトルのJAPRISONは"JAPAN＋PRISON"及び"JAPanese Rap IS ON"を意味する造語となっている。
アルバムの発売日である12月12日はSKY-HI自身の誕生日で、誕生日にCDが発売されるのは「スマイルドロップ」以来2度目である。
2019年2月より本アルバムに沿ったツアー「SKY-HI TOUR 2019 -The JAPRISON-」を開催予定。初回特典にはこのツアーの公演チケットをファーストクラスシートへアップグレードできる特典へ参加できるシリアルナンバーが同封された。各会場2組(4名)が抽選により選ばれる。システム上の都合で一時応募を中断したが、2018年12月12日午前10時〜2019年1月27日の期間で応募することができた。

## 内容
本作はアルバムタイトルであるJAPRISONが先に決まり、そこから制作が行われた。JAPAN＋PRISONとJAPanese Rap IS ONを意味する造語のタイトルだが、JAPanese Rap IS ON（＝日本のラップはイケてる）にはナショナリズムの思いや、世界の音楽ビジネスの70%がラップミュージックである中での韓国などのアジアのヒップホップの成功で、日本のヒップホップシーンが10年前と比べ完全に追い抜かれ、文化的鎖国が進んでいるという背景を受け止め、日本のヒップホップがもう一回抜けるじゃないかという前向きな意味が込められている。PRISON（=刑務所、脱獄）にはこのような文化的鎖国の意味も含まれている他、刑務所は脱獄が可能であり、精神的な閉塞感もどこかで解放される方法があり、そのような思いもハッピーにしてやりたいという感情も込められている。
2018年9月からアルバムの制作が本格的に行われた。CDシングルとしてはボーナス・トラックではあるが、同年6月に発売された両A面シングル「Snatchaway／Diver's High」が収録。2017年発売のシングル「Silly Game」はアルバム未収録となった。
サウンド面では、前作のオリジナルアルバム『OLIVE』までは現行のアメリカのヒップホップを日本のものとしてバランスをとるという手法であったが、本作では自分の内側から出たものを正直に表現したという。これは配信アルバム『FREE TOKYO』の制作が影響している。
アルバムの楽曲で"元・天才"というクレジットの人物が何曲かに参加しており表記もあるが、正体はコラボレーション・ベストアルバム『ベストカタリスト -Collaboration Best Album-』収録の「何様」でも共演しているぼくのりりっくのぼうよみである。ぼくのりりっくのぼうよみもこのアルバムと同じ発売日に4枚目のオリジナルアルバム『没落』とベストアルバム『人間』をリリースしている。

## アートワーク
CDジャケットのアートワークはSKY-HI本人が自分の頭を抱えたものとなっている。近年音楽配信がメインとなり、スマートフォンなどの画面でジャケットを見られる時間も増えてきたことから強いインパクトがあるものにしたいと考え、生まれ変わりみたいなものを綺麗に表現しつつ怖い感じのものをイメージし、自分が首を持つというアイディアが浮かび採用された。8曲目の「Persona」で人にはいろんな顔があることを謳っており、首をすげ替えるイメージも込められている。CDジャケットの撮影は神藤剛が担当。

## 収録曲解説
1曲目の「What a Wonderful World!!」はセルジオ・メンデスがピアノを担当している。11月2日がアルバムのマスタリングの日であったが、来日していた前日の11月1日にスタジオにて完成していたトラックの上でピアノを弾いてもらったという。また、コーラスにはバンドメンバー、SUPER FLYERSのユウホとカヨが参加。ミュージックビデオも制作された。
2曲目の「Shed Luster」は制作当初の段階で構成の定まってない中、1曲目の「What a Wonderful World!!」に続き2曲目に収録という大まかな流れがあったという。「俯瞰の視点で歌いたかった」というサビにはレコーディング時にスタジオに来ていたぼくのりりっくのぼうよみに歌ってもらっている。10月4日、SKY-HIのInstagramでShed Lusterのボーカルパートの録音の模様がライブ配信された。9曲目には「Shed Luster pt.2」が収録。こちらにもぼくのりりっくのぼうよみが参加。
3曲目の「Role Playing Soldier」では、SKY-HIからの依頼でプロデュースを第59回グラミー賞最優秀リミックス・レコーディングにノミネートされたstarRoが担当している。BPM80くらいのものをお願いし、スタジオでノリノリで踊りながら一緒に制作したというエピソードがある。3曲目に入れたことでサウンド的にも今っぽさが出たとSKY-HIは語っている。ロールプレイングゲームをモチーフにしていることから、ゲームの効果音を取り入れたFUTURE BASSトラックになっている。映像ディレクターの大月壮、ピクセルアートチームのUltimate Pixel Crew、アニメーション作家の谷耀介がコラボレーションしたアニメーションの映像のプロモーションビデオも制作され、発売後の2019年4月に公開されている。アルバムでは3番目に出来た曲。
4曲目の「23:59」はアルバムの最後にできた曲。性愛の歌も入れ、アルバムにポップさも出したいということから収録された。いい意味でこのアルバムの敷居が下がったという。
5曲目の「White Lily」はアルバムで2番目に完成したラブソング。前曲の23:59と共にサービス精神のもと作られた。タイトルのWhite Lilyはラブソングがなかなか書けず、女性の友人に相談した際に訊いた彼女が使っている香水の名前をそのままタイトルとした。6曲目の「Blue Monday」はアルバムで最初に完成した曲である。
7曲目の「Doppelgänger」には韓国人のヒップホッププロデューサーであるYosiが参加している。『FREE TOKYO』の収録楽曲「I Think, I Sing, I Say」に客演で参加したReddyのレコーディング時にReddyと一緒にYosiが訪ね、帰国後にSKY-HIに送った複数のビートのデータの中から採用された。3バース目はより棘の部分を出したと語っており、その延長に位置づけられたのが8曲目の「Persona」である。次曲「Shed Luster pt.2」ができていたが、この間につながるもう1曲が欲しいと制作された。トラックは以前からイベントなどで共演し、いつか一緒に制作をしたいと話をしていたMatt Cabが手掛けた。スケジュールが合い、この曲の制作のタイミングでMott Cabの提供してくれたものが求めていたものとドンピシャであったため、採用された。次の9曲目「Shed Luster pt.2」でここまでの流れをまとめることとなる。
「New Verse」の制作でのアルバムの変化
10曲目に収録されている「New Verse」はこのアルバムで4番目にできた曲で、自身の弱さを全面にさらけ出した楽曲となっている。この楽曲の誕生の背景には元・天才のクレジットで参加し、この楽曲ではともだちとしてクレジットされているぼくのりりっくのぼうよみからの助言及び電話での口喧嘩が大きく影響している。最初にアルバム曲「Blue Monday」が完成した頃から制作にぼくのりりっくのぼうよみが携わり、この曲を聴いた後にぼくのりりっくのぼうよみがSKY-HIに電話をし、「(SKY-HIは)感情を全面に出すシーンがないのでは？」という指摘を受けたという。これを受け、本人もステージ上以外では正にその通りで、クリエイションとしては正反対だということを自覚したという。その流れでぼくのりりっくのぼうよみからそれは良くないので口喧嘩をしようという提案を受け、実際にお互いの楽曲でよくないと思う節など本気の言い合いをしたという。その2日後にこの楽曲の制作を開始し、この口喧嘩があったからこそ生まれた楽曲だと述べており、ぼくのりりっくのぼうよみは直接的に楽曲制作に携わっていないが、感謝を述べている。
制作開始当日も朝8時まで喧嘩をしてたといい、昼過ぎにスタジオに向かうタクシーの中でiPhoneに何を言うかメモを残しつつ、スタジオに入りメモを基にラップをしていったら完成したという。自分自身の楽曲に救われたのは「カミツレベルベット」以来だという。
New Verseができるまでは核心に迫った曲が書けなかったといい、New Verseの制作でアルバムの構成が大きく変わることとなる。この楽曲の制作で自分を教壇から引きずり降ろせたと語っている。この楽曲で弱さを出せたから棘の部分を出せたという。弱さを出したのならその前に虚勢を書かなければいけないということから7曲目の「Doppelgänger」や、8曲目の「Persona」などが完成し、アルバムの後半が上手くつながっていき、自身がアルバムのタイトルをJAPRISONにしたのかもはっきりしたという。アルバム後半が重苦しくなるのは見えていたため、6曲目の「Blue Monday」まではエンタテインメントにしようと心掛けたという。
CD発売後にリクルートとのコラボ企画「Follow Your Heart & Music Presented by RECRUIT」向けに制作され、シンガーソングライターのeillが参加し提供したリミックス・ヴァージョン「New Verse -Remix- feat. eill」が完成した。この企画のためにSKY-HIが書き足した歌詞をeillが歌唱し、オリジナルバージョンのプロデュースを手がけたMATZがセルフリミックスを担当。映像ディレクターのSpikey Johnが監修したPVが2019年2月4日に公開され、2月8日に配信でリリースされた。
次曲に配信アルバム『Marble』の楽曲「Marble」が収録されているが、Marbleは本人もお気に入りのラブソングでこの曲次第でアルバム自体の形が変わることを危惧していた。前作のアルバム『OLIVE』も含め、Marbleは教壇の上からの歌だったのかもしれないこと気づいたという。この歌は自分の善人面であるとも捉えており、一人の人間としての説得力に欠ける部分があったというが、New Verseで十分弱さを出せたので、最後にMarbleを入れても大丈夫と判断した。New Verse完成後の10月の半ばにリレコーディングして歌いたいとスタッフに願い、Marbleは「Marble (Rerec for JAPRISON)」として本アルバムに収録された。
ボーナス・トラック
12曲目〜14曲目はボーナス・トラック扱いとなっている。12曲目には『FREE TOKYO』収録の「Name Tag feat. SALU & Moment Joon」のリミックス「Name Tag -Remix- feat. Ja Mezz & HUNGER」が収録。アルバム発売日の翌日である12月13日に、前日のライブハウスツアー『Round A Ground 2018』ファイナルで披露されたSALU、Reddy、Ja Mezz、Paloaltoのスペシャル編成で披露された「Name Tag」のミュージックビデオが公開されている。13曲目と14曲目には両A面シングル「Snatchaway／Diver's High」をそれぞれ収録。13曲目にアルバムバージョンの「Diver's High (Resound for JAPRISON)」、14曲目に「Snatchaway」を収録した。当初はこの2曲を含めアルバムをコンセプチュアルなものにしないという構成もあったというが、New Verseの完成→Marbleをちゃんと聴かせるという構成となり、ボーナス・トラック扱いとなった。

## チャート
| チャート（2018年）                  | 最高 順位 |
| ----------------------------------- | --------- |
| 日本 デイリーチャート (オリコン)    | 4         |
| 日本 週間チャート (オリコン)        | 7         |
| 日本 週間チャート (Billboard JAPAN) | 5         |

## 発売形態及び収録曲

### CD
| #   | タイトル                                                 | 作詞                    | 作曲                   | 編曲                          | 時間 |
| --- | -------------------------------------------------------- | ----------------------- | ---------------------- | ----------------------------- | ---- |
| 1.  | 「What a Wonderful World!!」                             | SKY-HI                  | SKY-HI                 |                               | 4:00 |
| 2.  | 「Shed Luster」                                          | SKY-HI                  | SKY-HI                 |                               | 1:30 |
| 3.  | 「Role Playing Soldier」                                 | SKY-HI                  | SKY-HI, starRo         |                               | 3:46 |
| 4.  | 「23:59」                                                | SKY-HI                  | SKY-HI, UTA            |                               | 3:49 |
| 5.  | 「White Lily」                                           | SKY-HI                  | SKY-HI, SUNNY BOY      |                               | 3:19 |
| 6.  | 「Blue Monday」                                          | SKY-HI                  | SKY-HI, UTA            | UTA (TinyVoive,Production)    | 3:37 |
| 7.  | 「Doppelgänger」                                         | SKY-HI                  | SKY-HI, Yosi           |                               | 3:47 |
| 8.  | 「Persona」                                              | SKY-HI                  | SKY-HI, Matt Cab       |                               | 2:46 |
| 9.  | 「Shed Luster pt.2」                                     | SKY-HI                  | SKY-HI                 |                               | 1:50 |
| 10. | 「New Verse」                                            | SKY-HI                  | SKY-HI, MATZ, Matt Cab |                               | 3:32 |
| 11. | 「Marble (Rerec for JAPRISON)」                          | SKY-HI                  | SKY-HI                 | Chaki Zulu                    | 4:37 |
| 12. | 「Name Tag -Remix- feat. Ja Mezz & HUNGER」(Bonus Track) | SKY-HI, Ja Mezz, HUNGER | SKY-HI                 |                               | 3:49 |
| 13. | 「Diver's High (Resound for JAPRISON)」(Bonus Track)     | SKY-HI                  | SKY-HI                 | Seiji Kameda                  | 3:36 |
| 14. | 「Snatchaway」(Bonus Track)                              | SKY-HI                  | SKY-HI, Koichi Tsutaya | Koichi Tsutaya (agehasprings) | 3:03 |

### CD+2DVD(Blu-ray)
| #   | タイトル                                                 | 作詞                    | 作曲                   | 編曲                          | 時間 |
| --- | -------------------------------------------------------- | ----------------------- | ---------------------- | ----------------------------- | ---- |
| 1.  | 「What a Wonderful World!!」                             | SKY-HI                  | SKY-HI                 |                               | 4:00 |
| 2.  | 「Shed Luster」                                          | SKY-HI                  | SKY-HI                 |                               | 1:30 |
| 3.  | 「Role Playing Soldier」                                 | SKY-HI                  | SKY-HI, starRo         |                               | 3:46 |
| 4.  | 「23:59」                                                | SKY-HI                  | SKY-HI, UTA            |                               | 3:49 |
| 5.  | 「White Lily」                                           | SKY-HI                  | SKY-HI, SUNNY BOY      |                               | 3:19 |
| 6.  | 「Blue Monday」                                          | SKY-HI                  | SKY-HI, UTA            | UTA (TinyVoive,Production)    | 3:37 |
| 7.  | 「Doppelgänger」                                         | SKY-HI                  | SKY-HI, Yosi           |                               | 3:47 |
| 8.  | 「Persona」                                              | SKY-HI                  | SKY-HI, Matt Cab       |                               | 2:46 |
| 9.  | 「Shed Luster pt.2」                                     | SKY-HI                  | SKY-HI                 |                               | 1:50 |
| 10. | 「New Verse」                                            | SKY-HI                  | SKY-HI, MATZ, Matt Cab |                               | 3:32 |
| 11. | 「Marble (Rerec for JAPRISON)」                          | SKY-HI                  | SKY-HI                 | Chaki Zulu                    | 4:37 |
| 12. | 「Name Tag -Remix- feat. Ja Mezz & HUNGER」(Bonus Track) | SKY-HI, Ja Mezz, HUNGER | SKY-HI                 |                               | 3:49 |
| 13. | 「Diver's High (Resound for JAPRISON)」(Bonus Track)     | SKY-HI                  | SKY-HI                 | Seiji Kameda                  | 3:36 |
| 14. | 「Snatchaway」(Bonus Track)                              | SKY-HI                  | SKY-HI, Koichi Tsutaya | Koichi Tsutaya (agehasprings) | 3:03 |

| #   | タイトル                      | 作詞 | 作曲・編曲 |
| --- | ----------------------------- | ---- | ---------- |
| 1.  | 「BIG PARADE」                |      |            |
| 2.  | 「Blanket」                   |      |            |
| 3.  | 「逆転ファンファーレ」        |      |            |
| 4.  | 「愛ブルーム」                |      |            |
| 5.  | 「Silly Game」                |      |            |
| 6.  | 「Seaside Bound」             |      |            |
| 7.  | 「Blame It On Me」            |      |            |
| 8.  | 「Bitter Dream」              |      |            |
| 9.  | 「Jack The Ripper」           |      |            |
| 10. | 「Double Down」               |      |            |
| 11. | 「Limo」                      |      |            |
| 12. | 「Young,Gifted and Yellow」   |      |            |
| 13. | 「十七歳」                    |      |            |
| 14. | 「Over the Moon」             |      |            |
| 15. | 「RAPSTA」                    |      |            |
| 16. | 「F-3」                       |      |            |
| 17. | 「Walking on Water」          |      |            |
| 18. | 「何様」                      |      |            |
| 19. | 「Front Line」                |      |            |
| 20. | 「フリージア」                |      |            |
| 21. | 「センテンス -ニセヤンキー-」 |      |            |
| 22. | 「One Night Boogie」          |      |            |
| 23. | 「VERY BERRY」                |      |            |
| 24. | 「アドベンチャー」            |      |            |
| 25. | 「Ms.Liberty」                |      |            |
| 26. | 「One Night Boogie」          |      |            |
| 27. | 「クロノグラフ」              |      |            |
| 28. | 「キミサキ」                  |      |            |
| 29. | 「アイリスライト」            |      |            |
| 30. | 「ナナイロホリデー」          |      |            |
| 31. | 「スマイルドロップ」          |      |            |
| 32. | 「Snatchaway」                |      |            |
| 33. | 「Marble」                    |      |            |
| 34. | 「カミツレベルベット」        |      |            |

### CD+DVD(Blu-ray)
| #   | タイトル                                                 | 作詞                    | 作曲                   | 編曲                          | 時間 |
| --- | -------------------------------------------------------- | ----------------------- | ---------------------- | ----------------------------- | ---- |
| 1.  | 「What a Wonderful World!!」                             | SKY-HI                  | SKY-HI                 |                               | 4:00 |
| 2.  | 「Shed Luster」                                          | SKY-HI                  | SKY-HI                 |                               | 1:30 |
| 3.  | 「Role Playing Soldier」                                 | SKY-HI                  | SKY-HI, starRo         |                               | 3:46 |
| 4.  | 「23:59」                                                | SKY-HI                  | SKY-HI, UTA            |                               | 3:49 |
| 5.  | 「White Lily」                                           | SKY-HI                  | SKY-HI, SUNNY BOY      |                               | 3:19 |
| 6.  | 「Blue Monday」                                          | SKY-HI                  | SKY-HI, UTA            | UTA (TinyVoive,Production)    | 3:37 |
| 7.  | 「Doppelgänger」                                         | SKY-HI                  | SKY-HI, Yosi           |                               | 3:47 |
| 8.  | 「Persona」                                              | SKY-HI                  | SKY-HI, Matt Cab       |                               | 2:46 |
| 9.  | 「Shed Luster pt.2」                                     | SKY-HI                  | SKY-HI                 |                               | 1:50 |
| 10. | 「New Verse」                                            | SKY-HI                  | SKY-HI, MATZ, Matt Cab |                               | 3:32 |
| 11. | 「Marble (Rerec for JAPRISON)」                          | SKY-HI                  | SKY-HI                 | Chaki Zulu                    | 4:37 |
| 12. | 「Name Tag -Remix- feat. Ja Mezz & HUNGER」(Bonus Track) | SKY-HI, Ja Mezz, HUNGER | SKY-HI                 |                               | 3:49 |
| 13. | 「Diver's High (Resound for JAPRISON)」(Bonus Track)     | SKY-HI                  | SKY-HI                 | Seiji Kameda                  | 3:36 |
| 14. | 「Snatchaway」(Bonus Track)                              | SKY-HI                  | SKY-HI, Koichi Tsutaya | Koichi Tsutaya (agehasprings) | 3:03 |

| #  | タイトル                                                            | 作詞 | 作曲・編曲 |
| -- | ------------------------------------------------------------------- | ---- | ---------- |
| 1. | 「Silly Game」                                                      |      |            |
| 2. | 「Marble」                                                          |      |            |
| 3. | 「Bitter Dream -Bonus Track-」                                      |      |            |
| 4. | 「Snatchaway」                                                      |      |            |
| 5. | 「Diver's High」                                                    |      |            |
| 6. | 「I Think, I Sing, I Say feat. Reddy」                              |      |            |
| 7. | 「What a Wonderful World!!」                                        |      |            |
| 8. | 「Name Tag feat. SALU, HUNGER, Ja Mezz, Moment Joon (No Cut ver.)」 |      |            |

### mu-moショップ / AAA Party / AAA mobile
※いずれも初回生産限定。
- JAPRISON LIVE盤
- JAPRISON Music Video盤
- JAPRISON LIVE盤【グッズ付き[注 3]】
- JAPRISON Music Video盤【グッズ付き】

付属しているCDが元のFREE TOKYOからRに×を入れFEE TOKYOとタイトルを変更したのはダジャレであると本人は語っており、Freeとは逆の意味のfee（＝報酬、手数料）と変更した。FREE TOKYOのCD化は当初反対していたが、「CDを買ってくれる人への特典は豪華であったほういいのでは？」という意見に納得した部分があり、CD化の運びとなった。これにあたり、自分の主張がゼロなコマーシャルラップなものを入れようと考え、ペプシとアディダスのために実際に書き下ろしたものをおまけで収録した。
FEE TOKYO収録曲
| #         | タイトル                                                     | 作詞                          | 作曲          | 編曲      | 時間  |
| --------- | ------------------------------------------------------------ | ----------------------------- | ------------- | --------- | ----- |
| 1.        | 「Free Tokyo」                                               | SKY-HI                        | SKY-HI        |           | 2:40  |
| 2.        | 「Name Tag feat. SALU & Moment Joon」                        | SKY-HI, SALU, Moment Joon     | SKY-HI        |           | 4:11  |
| 3.        | 「What are you talking about? feat. Hideyoshi & Novel Core」 | SKY-HI, Hideyoshi, Novel Core | SKY-HI        |           | 3:19  |
| 4.        | 「I Think, I SIng, I Say feat. Reddy」                       | SKY-HI, Reddy                 | SKY-HI, Reddy |           | 3:27  |
| 5.        | 「Dystopia」                                                 | SKY-HI                        | SKY-HI        |           | 3:30  |
| 6.        | 「The Story Of "J"」                                         | SKY-HI                        | SKY-HI        |           | 4:48  |
| 7.        | 「MOMOTAROの歌」(Bonus Tracks)                               | SKY-HI                        | SKY-HI        |           | 1:08  |
| 8.        | 「PLAY BLACK」(Bonus Tracks)                                 | SKY-HI                        | SKY-HI        |           | 1:06  |
| 合計時間: | 合計時間:                                                    | 合計時間:                     | 合計時間:     | 合計時間: | 24:09 |

## 参加ミュージシャン
参加アーティスト
- Ja Mezz
- HUNGER
- 斎藤宏介(UNISON SQUARE GARDEN)

参加プロデューサー
- starRo
- UTA,
- SUNNY BOY
- Yosi
- MATT CAB
- MATZ
- 亀田誠治
- 蔦谷好位置

レコーディングエンジニアにはSHIMIも参加しており、「New Verse」のリリックにも登場する。

## プロデュース
JAPRISON
- #1、#2、#6、#9、#11、#12
  - SKY-HI
- #3
  - starRo
- #4
  - UTA (TinyVoice,Production)
- #5
  - SUNNY BOY (TinyVoice,Production)
- #7
  - Yosi
- #8
  - Matt Cab
- #10
  - MATZ & Matt Cab
- #13
  - Seiji Kameda
- #14
  - Koichi Tsutaya (agehasprings)

FEE TOKYO
- #1 〜 #8
  - SKY-HI

## レコーディングスタジオ
JAPRISON
- #1 
  - NEW WORLD STUDIO Shibuya, Bunkamura Studio
- #2、#3、#4、#5、#6、#7、#8、#9、#10、#11
  - NEW WORLD STUDIO Shibuya
- #12
  - THE LAB -OVERTURE-, NEW WORLD STUDIO shibuya, Northeye Studio, Boosknob Studio
- # 13
  - NEW WORLD STUDIO Shibuya, forn prime sound studio
- #14
  - ONKiO HAUS, NEW WORLD STUDIO shibuya

FEE TOKYO
- #1、#2、#3、#5、#6、#8
  - THE LAB -OVERTURE-
- #4、#7
  - NEW WORLD STUDIO Shibuya

## インタビュー掲載誌
- 「MUSICA」2019年1月号（バックカバー特集）
- 「TVstation」年末年始特大号
- 「音楽と人」2019年1月号
- 「ROCKIN'ON JAPAN」2019年1月号
- 「B-PASS」2019年1月号（表紙&巻頭特集）